# 下仁田駅

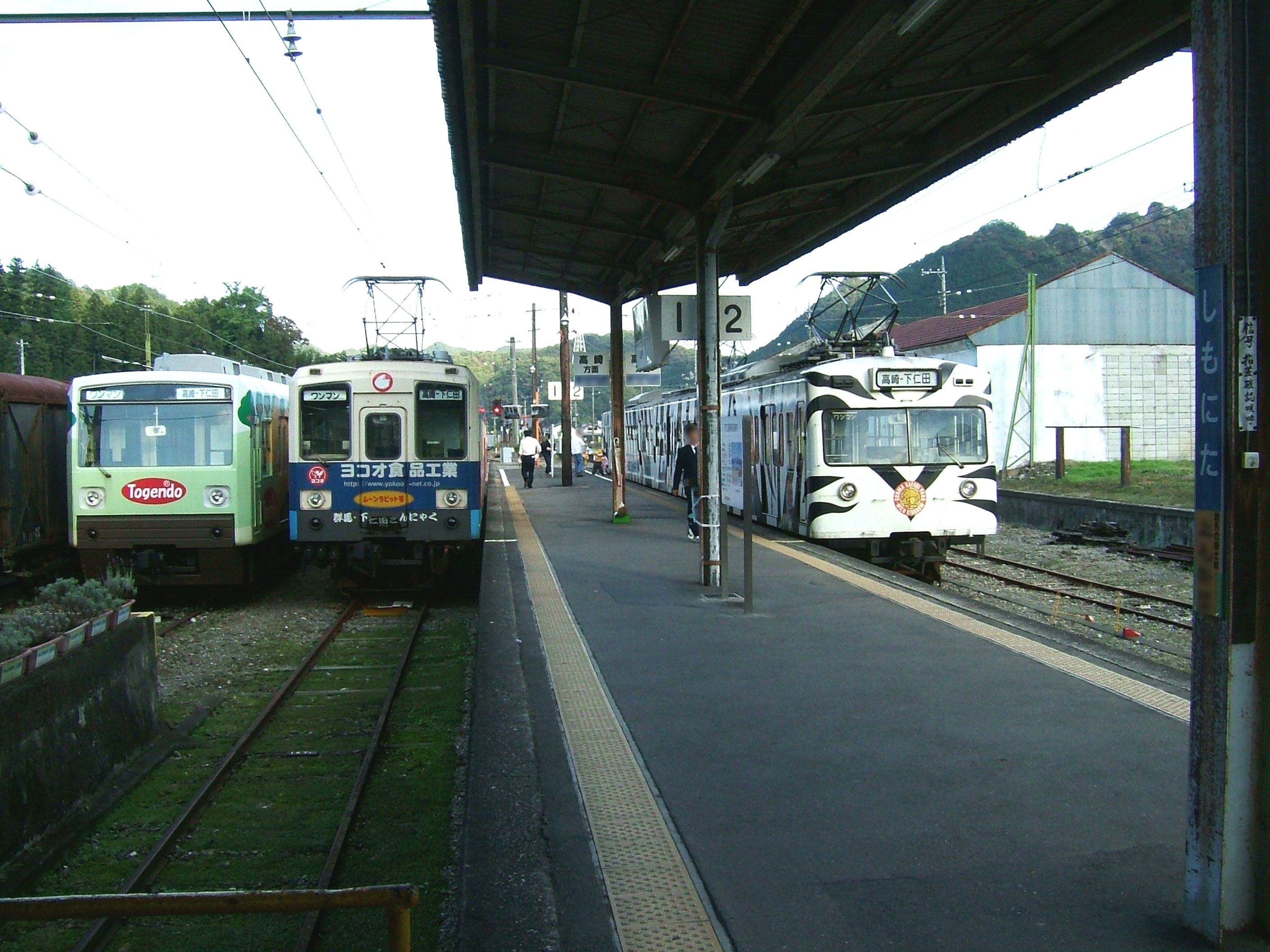
ホーム（2008年10月）

下仁田駅（しもにたえき）は、群馬県甘楽郡下仁田町下仁田甲にある上信電鉄上信線の駅で、同線の終点である。直営駅で終日駅員が配置されている。関東の駅百選に認定されている。

## 歴史
かつて当駅からJR小海線の羽黒下駅まで路線を延伸する計画があった。上信電鉄の名も上野と信濃を結ぶことから命名された。延伸に当たっての準備工事や痕跡などは認められない。

### 年表
- 1897年（明治30年）9月8日：開業[2]。
- 1999年（平成11年）：関東の駅百選に選定される。選定理由は「100年の歴史を誇り、妙義山、荒船山の登山客に親しまれる上信電鉄終着駅」[3]

## 駅構造
頭端式ホーム1面2線の地上駅で、木造駅舎を有する。貨物営業を行っていたころの名残で構内は比較的広く、側線が4本あり、夜間滞泊の場所として機能している。
付帯設備に関して
- 券売機は1台。PJR地紋の非自動化軟券となっている。
- トイレは水洗式。

### のりば
| 番号 | 路線    | 方向 | 行先     |
| ---- | ------- | ---- | -------- |
| 1・2 | ■上信線 | -    | 高崎方面 |

## 利用状況
1日の平均乗降人員は以下の通りである。
| 年度   | 1日平均人数 |
| ------ | ----------- |
| 2011年 | 332         |
| 2012年 | 339         |
| 2013年 | 297         |
| 2014年 | 299         |
| 2015年 | 270         |
| 2016年 | 261         |
| 2017年 | 238         |
| 2018年 | 240         |
| 2019年 | 211         |
| 2020年 | 162         |
| 2021年 | 167         |

## 駅周辺

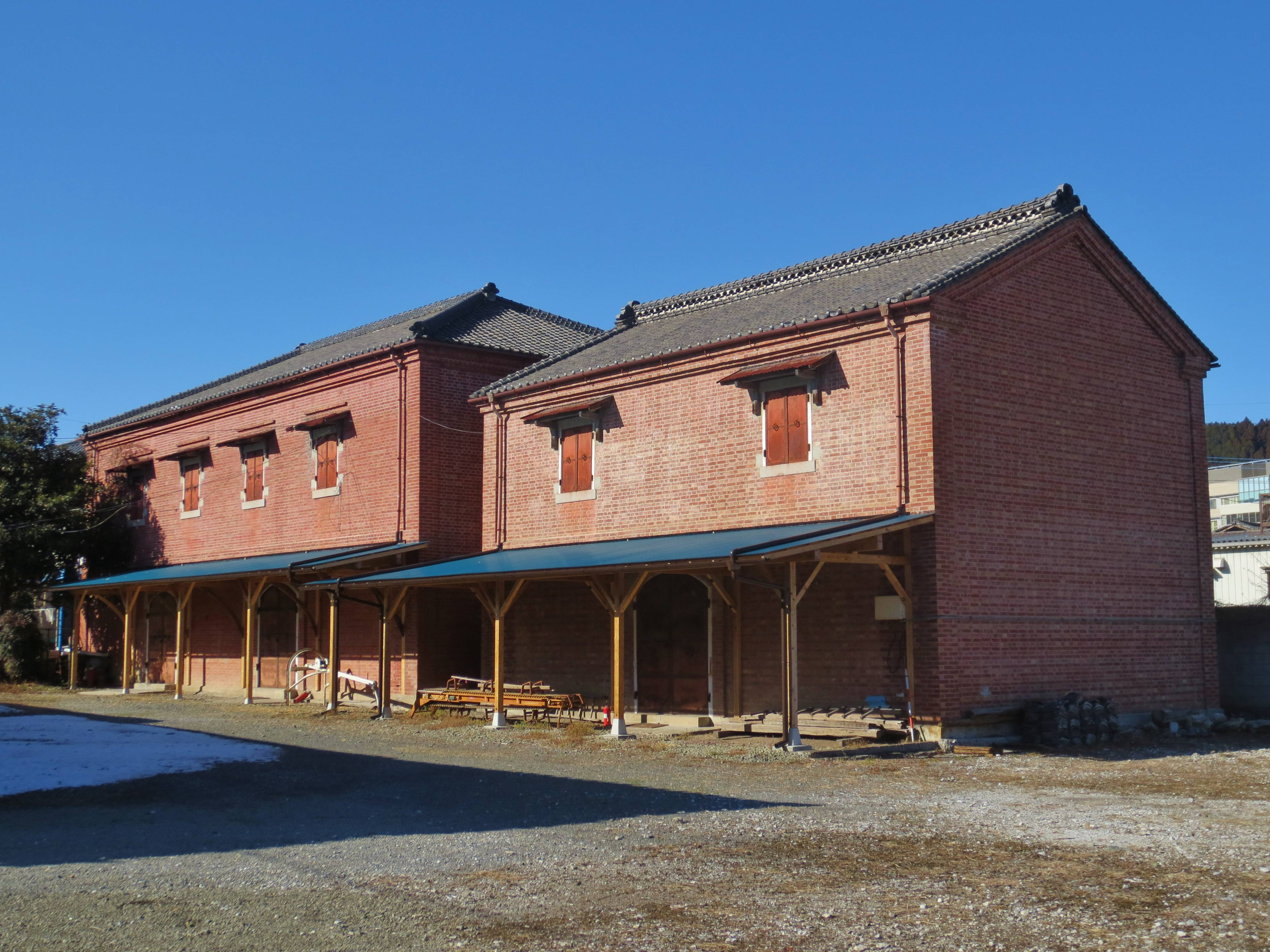
下仁田倉庫

- 下仁田町役場
- 下仁田町文化ホール
- 富岡警察署下仁田分庁舎
- 下仁田郵便局
- 下仁田町立下仁田小学校
- 下仁田町立下仁田中学校
- 群馬県立下仁田高等学校
- 山際公園 - 桜の名所の1つ
- 山際稲荷神社
- 諏訪神社
- 下仁田倉庫（旧上野鉄道関連施設）
- 国道254号
- 群馬県道208号下仁田停車場線
- 群馬県道93号下仁田臼田線

## バス路線

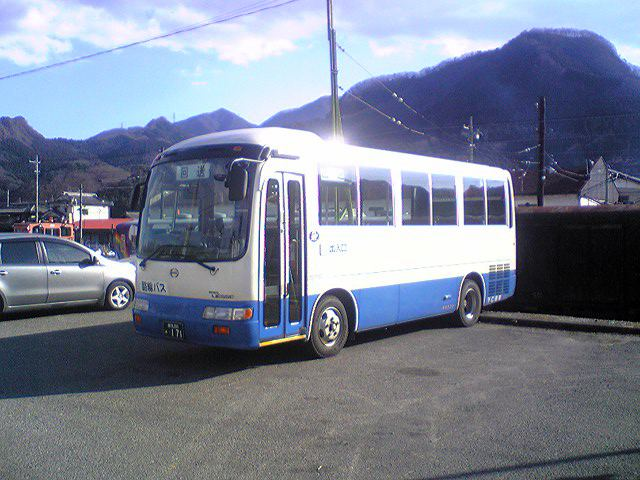
下仁田駅に停車中の路線バス

| 停留所   | 系統           | 行先             | 運行会社           | 備考                               |
| -------- | -------------- | ---------------- | ------------------ | ---------------------------------- |
| 下仁田駅 | 馬山線         | 上鎌田           | しもにたバス       | 上蒔田は一部便通過                 |
| 下仁田駅 | 馬山線蒔田経由 | 旧馬山小前       | しもにたバス       | 土休日運休                         |
| 下仁田駅 | 中之岳線       | 四ツ家上         | しもにたバス       |                                    |
| 下仁田駅 | 初鳥屋線       | 初鳥屋           | しもにたバス       |                                    |
| 下仁田駅 | 市野萱線       | 市野萱           | しもにたバス       |                                    |
| 下仁田駅 | 青倉線         | 坊主渕           | しもにたバス       | 宮室は平日夕のみ経由               |
| 下仁田駅 |                | 熊倉             | 南牧バス           | 勧能～熊倉間は冬期は水曜日のみ運行 |
| 下仁田駅 |                | 上野村ふれあい館 | 上野村乗合タクシー |                                    |
| 下仁田駅 | 富岡総合病院   |                  | 上野村乗合タクシー |                                    |

## 隣の駅
上信電鉄
■上信線
千平駅 - （赤津信号所） - 下仁田駅